# Rosie Galligan
Pas d'image ? Cliquez ici

a Compétitions nationales et continentales officielles uniquement.

b Matchs officiels uniquement.
Dernière mise à jour le 14 avril 2024.
Rosie Galligan, née le 30 avril 1998 à Finchley (Angleterre), est une joueuse internationale anglaise de rugby à XV évoluant au poste de deuxième ligne aux Saracens en Championnat d'Angleterre.

## Biographie
Rosie Galligan naît le 30 avril 1998 à Finchley en Angleterre.
En 2022, elle évolue en club aux Harlequins. Elle compte sept sélections en équipe d'Angleterre quand elle est retenue en septembre 2022 pour disputer la Coupe du monde en Nouvelle-Zélande sous les couleurs de son pays.
À l'automne suivant, elle fait partie des trente joueuses qui partent dans ce même pays participer pour l'Angleterre au WXV 2023.
Sélectionnée pour le Tournoi des Six Nations 2024, elle est élue joueuse du match contre le pays de Galles.
En juillet 2025, elle est sélectionnée pour la Coupe du monde en Angleterre.

## Palmarès
- Vainqueur du Tournoi des Six Nations en 2019, 2022, 2023, 2024 et 2025.
- Finaliste de la Coupe du monde en 2021.
- Vainqueur du WXV en 2023 et 2024.